# Tytus Działyński

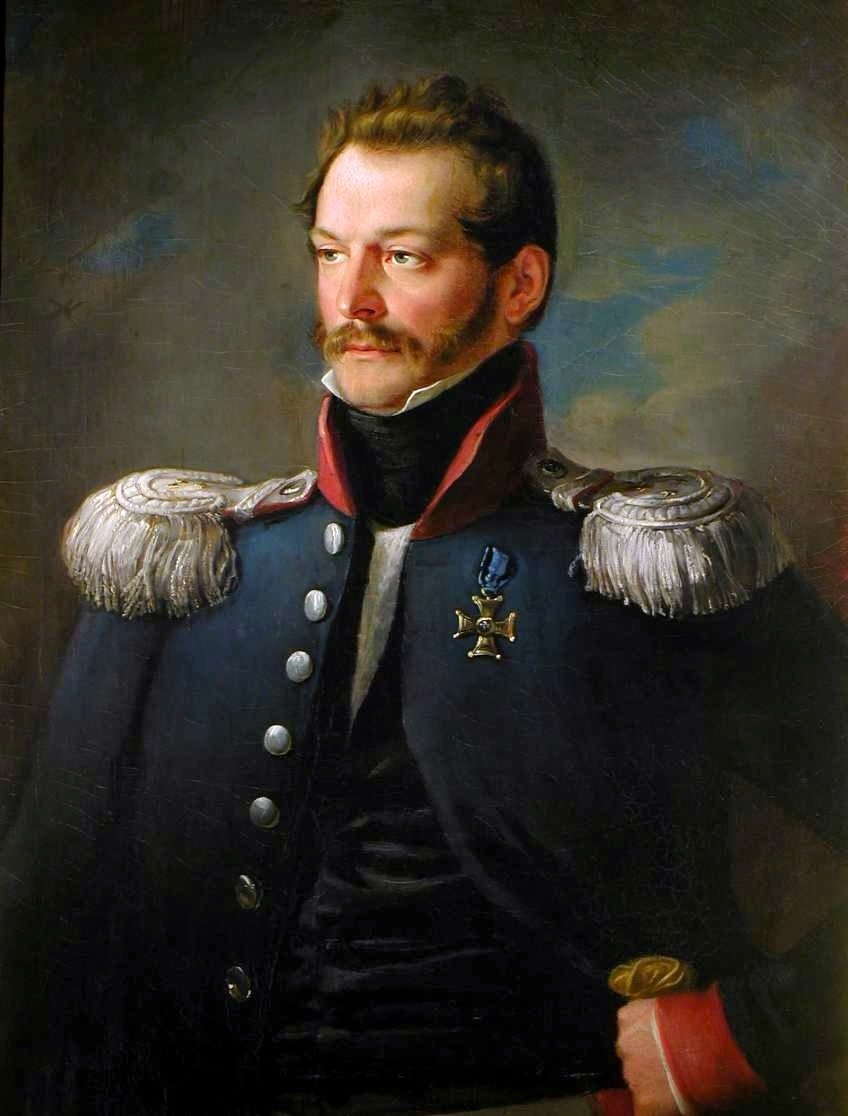
Tytus Działyński

Adam Tytus Graf Działyński (* 24. Dezember 1797 in Posen; † 12. April 1861 ebenda) war ein polnischer Offizier, Bibliophile und Kunst-Mäzen.

## Leben
Działyński setzte seine zu Hause begonnenen Studien nach der Ernennung seines Vaters zum Senator und Gesandten bei Napoleon I. in Paris fort. 1812 kehrte er in die Heimat zurück und besuchte dann in Prag die Polytechnische Schule. Beim Ausbruch des Novemberaufstands 1830 kehrte Działyński nach Warschau zurück und war nach der Schlacht bei Dembe als Adjutant Skrzyneckis tätig.
Nach dem Scheitern der Revolution musste er fliehen. Nachdem seine Güter neun Jahre lang beschlagnahmt waren, kehrte Działyński aus Galizien nach Posen zurück und wirkte dann als Abgeordneter im Provinziallandtag. 1850 war er der einzige polnische Deputierte im Erfurter Unionsparlament. 1859 wurde er in das preußische Abgeordnetenhaus gewählt.
Sein Sohn Jan Działyński (1832–1880) war ebenfalls polnischer Abgeordneter im preußischen Abgeordnetenhaus.

### Veröffentlichungen
- Status Litewski. Posen (1841). (Red. Lelewel).
- Liber geneseos illustris familiae Schidloviecie. Paris (1848) Digitalisat
- Acta Tomiciana. 9 Bände, Posen (1852 ff.)
- Lites ac res gestae inter Polonos ordinemque Cruciferorum. 4 Bände, Posen (1855)
- Collectanea vitam resque gestas Joannis Zamoyscii illustrantia. Posen (1861)

| Personendaten    | Personendaten                                       |
| ---------------- | --------------------------------------------------- |
| NAME             | Działyński, Tytus                                   |
| ALTERNATIVNAMEN  | Dzialynski, Titus Graf; Działyński, Adam Tytus Graf |
| KURZBESCHREIBUNG | polnischer Offizier und Patriot                     |
| GEBURTSDATUM     | 24. Dezember 1797                                   |
| GEBURTSORT       | Posen                                               |
| STERBEDATUM      | 12. April 1861                                      |
| STERBEORT        | Posen                                               |